# San Carlos Park, Florida
San Carlos Park är en ort (CDP) i Lee County, i delstaten Florida, USA. Enligt United States Census Bureau har orten en folkmängd på 16 824 invånare (2010) och en landarea på 12,2 km².